# 欧布瓦
欧布瓦（法語：Aubevoye，法語發音：[obvwa]）是法国厄尔省的一个旧市镇，属于莱桑德利区。2016年，欧布瓦与临近的2个市镇合并为新市镇勒瓦勒达泽，欧布瓦为新市镇行政中心。

## 地理
欧布瓦（49°10'26"N, 1°20'4"E）面积7.63 平方千米，位于法国诺曼底大区厄尔省，该省份为法国北部内陆省份，北起滨海塞纳省，西接奧恩省和卡爾瓦多斯省，南至厄尔-卢瓦省，东临瓦兹省、瓦兹河谷省和伊夫林省。
欧布瓦的时区为UTC+01:00、UTC+02:00（夏令时）。

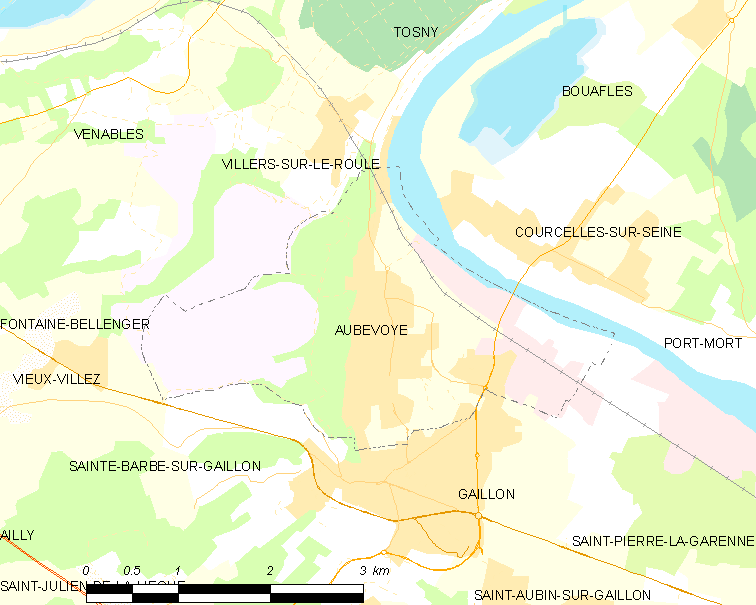
欧布瓦的OSM定位图

## 行政
欧布瓦的邮政编码为27940，INSEE市镇编码为27022。

## 政治
欧布瓦所属的省级选区为加永县。

## 人口

1962-2008年间欧布瓦人口变化图示

欧布瓦于2018年1月1日时的人口数量为4936人。